# إلبيردغ براينت
إلبيردغ براينت (بالإنجليزية: Elbridge Bryant)‏ هو مغني أمريكي، ولد في 28 سبتمبر 1939 في توماسفيل في الولايات المتحدة، وتوفي في 26 أكتوبر 1975 في مقاطعة فلاغلر في الولايات المتحدة بسبب تشمع الكبد.

## وصلات خارجية
- إلبيردغ براينت على موقع إن إن دي بي (الإنجليزية)
- إلبيردغ براينت على موقع ديسكوغز (الإنجليزية)